# Gonomyia (Leiponeura) pararamifera
Gonomyia (Leiponeura) pararamifera is een tweevleugelige uit de familie steltmuggen (Limoniidae). De soort komt voor in het Australaziatisch gebied.